# Tinantia
Tinantia es un género de plantas con flores perteneciente a la familia Commelinaceae. Es originario de América tropical y subtropical.  Comprende 19 especies descritas y de estas, solo 13 aceptadas.

## Taxonomía
El género fue descrito por Michael Joseph François Scheidweiler y publicado en Allgemeine Gartenzeitung 7: 365. 1839. La especie tipo es Tinantia erecta (Jacq.) Fenzl.

## Especies aceptadas
- Tinantia anomala (Torr.) C.B.Clarke
- Tinantia caribaea Urb.
- Tinantia erecta (Jacq.) Fenzl - hierba del pollo (en México)[4]
- Tinantia glabra (Standl. & Steyerm.) Rohweder
- Tinantia leiocalyx C.B.Clarke ex J.D.Sm.
- Tinantia longipedunculata Standl. & Steyerm.
- Tinantia macrophylla S.Watson
- Tinantia parviflora Rohweder
- Tinantia pringlei (S.Watson) Rohweder
- Tinantia sprucei C.B.Clarke
- Tinantia standleyi Steyerm.
- Tinantia umbellata (Vahl) Urb.
- Tinantia violacea Rohweder[2]